# Гориккер, Михаил Львович
Михаи́л Льво́вич Го́риккер (13 января 1895, Берислав, Херсонская губерния — 19 октября 1955, Москва) — советский военный деятель, генерал-майор технических войск (1940). Отец режиссёра Владимира Гориккера.

## Звёздочка Гориккера
М. Л. Гориккер получил инженерное образование и, будучи в числе организаторов танковых войск Красной Армии, создал танкодром под Солнечногорском на территории Московского танкотехнического училища. Здесь впервые у Гориккера зародилась мысль о совершенно новом принципе конструкции оборонительных сооружений, которые были бы способны не только остановить танк, но и вывести его из строя.
В первые дни войны он сумел в кратчайшие сроки закончить все расчёты конструкции своего изобретения. Испытания на полигоне прошли 3 июля 1941 года, и новое противотанковое препятствие — «Звёздочка Гориккера» — было принято Государственной Правительственной комиссией на вооружение Красной Армии. При этом подвижные металлические ежи уже производились в Чехословакии и даже могли быть известны Гориккеру из «Вестника Военно-инженерной Академии Красной Армии им. В. В. Куйбышева». Чешские ежи были связаны между собой цепями и при проезде танка волочились за ним, как якоря останавливая танк.
При изготовлении «ежей» Гориккера на местах были случаи, когда, нарушая конструкцию, их размер увеличивали в полтора-два раза, что лишало их задуманного Гориккером основного предназначения. Суть его варианта заграждения состояла в том, что «ёж» должен быть выше, чем дорожный просвет танка, но ниже или на равной высоте от грунта до верхнего края нижнего лобового листа танка. Только при этом условии он переворачивался, втыкаясь в грунт,  а не отодвигался. Идея была подкреплена точными расчётами конструкции: максимальная высота «ежа» — от 0,8 до 1,0 м; выбор материала для изготовления — нарезанные рельсы, которые обеспечивали необходимую прочность; способ крепления — сварка под определёнными углами. Учтена была наиболее рациональная расстановка заграждений: четыре ряда в шахматном порядке. Простота изготовления позволила в кратчайшие сроки обеспечить Красную Армию новым противотанковым заграждением, а небольшая масса конструкции делала её мобильной и лёгкой в установке.
За создание противотанкового ежа генерал-майору Гориккеру был вручён фотоаппарат марки ФЭД.

## Биография
Михаил Львович Гориккер родился 13 января 1895 года в городе Берислав Херсонской губернии.
В 1908—1915 годах — ученик слесаря-кузнеца, затем мастер в кузнечном цехе слесарно-механической мастерской в городе Каховка.
В 1915—1916 годах — рядовой на фронтах Первой мировой войны.
В 1917 году в связи с тяжёлыми ранениями проходил лечение в госпиталях.
С 1918 года — в Красной Армии. Участник Гражданской войны.
В 1919 году — курсант, затем организатор командных курсов. Занимал посты комиссара полевых госпиталей Юго-Западного фронта, комиссара курсов тяжелой артиллерии, затем комиссара пехотных командных курсов.
В 1923 году — слушатель Военно-педагогических курсов РККА, после окончания которых, с 1925 по 1928 год — главный инспектор Политуправления РККА по военно-учебным заведениям.
В 1929—1933 годах — слушатель Военной академии механизации и моторизации РККА им. Сталина, окончил инженерно-командный факультет, специализация — конструктор боевых машин. После окончания — военный инженер мотомехвойск РККА.
С 1934 года — начальник Московского танко-технического училища.
В 1938 году училище под его командованием переведено в Киев с переименованием в Киевское танко-техническое училище имени С. К. Тимошенко. Гориккер одновременно назначен начальником гарнизона Киева.
В 1940 году, при введении в Красной армии генеральских званий, получил звание генерал-майора технических войск.
В июне-июле 1941 года руководил подготовкой Киева к обороне, а также занимался эвакуацией заводов, фабрик, учебных заведений, в том числе возглавляемого им танкового училища.
Затем откомандирован в Москву для организации специализированного Управления автомобильными войсками РККА.
В 1942—1943 годах — начальник автотранспортного Управления Главного Управления автодорожной службы Красной Армии, одновременно начальник оперативной группы Ставки на Сталинградском фронте.
В 1943 году — генерал-инспектор Главного автомобильного Управления Красной Армии.
В 1944—1945 годах — начальник автомобильного управления Ленинградского фронта.
В 1945 году — начальник инспекции Главного автомобильного Управления Красной Армии.
В 1946—1950 — начальник Рязанского военно-автомобильного училища.
С 1951 года — в отставке.
М. Л. Гориккер скончался 19 октября 1955 года, похоронен в Москве на Введенском кладбище (2 уч.).
Материал подготовлен на основании документов, хранящихся в Архиве Центрального музея Вооруженных сил:
- Личный листок по учёту кадров — Гориккера Михаила Львовича.
- Военный билет генерала запаса вооруженных сил СССР Гориккера Михаила Львовича.
- Акт испытания «Звёздочки Гориккера» от 03.07.1941 года, утверждённый и подписанный правительственной комиссией.
- Газета «Правда» от 14 июня 1940 года. Постановление Совета Народных Комиссаров Союза ССР «О присвоении званий высшему начальствующему составу Красной Армии».

## Награды
За Первую мировую войну
- Георгиевский крест 4-й степени.
- Георгиевский Крест 3-й степени.

В предвоенный период
- Орден Красной Звезды;
- Орден Знак Почета;
- Медаль «XX лет Рабоче-Крестьянской Красной Армии».

За Великую Отечественную войну
- Орден Ленина;
- Орден Красного Знамени;
- Орден Красного Знамени;
- Орден Отечественной войны II степени (1944)[5];
- Медаль «За оборону Москвы»;
- Медаль «За оборону Ленинграда»;
- Медаль «За оборону Сталинграда»;
- Медаль «За победу над Германией в Великой Отечественной войне 1941—1945 гг.»;

После Отечественной войны
- Юбилейная медаль «30 лет Советской Армии и Флота» и другие медали

## Семья
Сын — Владимир Гориккер (1925—2021), кинорежиссёр. Внук Владимир Смелков.

## Постоянные экспозиции в музеях Москвы, посвящённые изобретению и его создателю
1. Центральный Музей Вооруженных сил РФ
2. Центральный Музей Великой Отечественной войны
3. Государственный музей обороны Москвы
4. Музей истории войск Московского военного округа